# アグネス・ファグー
アグネス・ファグー（Agnes Fagoo、1894年12月19日 - 2007年4月12日）は、フランスのスーパーセンテナリアン。

## 人物
1894年12月19日、アグネス・クードヴィルとして生まれる。
2007年4月12日、112歳114日で死去。